# Agustín Caballero
Agustín Caballero (* 1815 in Ixtapaluca; † 18. August 1886 in Mexiko) war ein mexikanischer Musikpädagoge.

## Leben und Werk
Agustín Caballero war Mitglied des Orchesters Colegiata de Guadalupe. Er gründete zusammen mit Joaquín Beristáin eine Musikakademie, die zahlreiche Musiker ausbildete. Auf dieser Basis bot sich die Möglichkeit, ein Orchester aus einheimisch-mexikanischen Kräften zu bilden, das die aus Europa kommenden Opernensembles begleiten konnte.
1866 ging die angesprochene Musikakademie im neugegründeten Conservatorio Nacional de Música de la Sociedad Filarmónica Mexicana auf. An dieser Institution übernahm Agustín Caballero als Lehrer die Klassen für Streichinstrumente und Instrumentation. Bei der Gründung des heutigen Conservatorio Nacional de Música in Mexiko-Stadt am 13. Januar 1877 zog sich Agustín Caballero nach Amecameca zurück, wo er weiterhin musikpädagogisch wirkte.